# 31 de desembre
El 31 de desembre és el tres-cents seixanta-cinquè dia de l'any del calendari gregorià i el tres-cents seixanta sisè dia de l'any en els anys de traspàs. No resta cap més dia per acabar l'any, puix que n'és el darrer. Per això, als Països Catalans, és el dia de l'Home dels Nassos, que té tants nassos com dies té l'any. També és conegut com el dia de Sant Silvestre. L'endemà serà el dia de cap d'any, per això aquest dia és el preludi de la Nit de cap d'any.

## Esdeveniments
Països Catalans
- 1148 - Tortosa (el Baix Ebre): Ramon Berenguer IV culmina la conquesta de la ciutat al califa almoràvit al-Muzaffar.
- 1229 - Palma: Jaume I entra vencedor a la ciutat després de conquerir Mallorca al soldà almohade Abu-l-Ala Idris al Mamun.
- 1962 - Palma (Mallorca): acte fundacional de l'Obra Cultural Balear.
- 1979 - Barcelona: El Diari Oficial de la Generalitat publica la Llei Orgànica 4/1979, de 18 de desembre, de l'Estatut d'Autonomia de Catalunya.

Resta del món
- 1467 - Roma (Itàlia): primer llibre imprès a Roma, que també és el primer imprès d'un autor viu, que en planifica l'edició: Meditationes de Juan de Torquemada, imprès per Ulrich Hahn. És el primer imprès il·lustrat fora d'Alemanya i el primer que incorpora un retrat d'una persona viva.
- 1817 - Londres: es publica la novel·la històrica Rob Roy de Walter Scott.
- 1949 - cerro de la Atalaya, Medina-Sidonia: El guerriller antifranquista Bernabé López Calle és mort en una emboscada.
- 1992 - Txecoslovàquia: el país es divideix pacíficament entre la República Txeca i Eslovàquia.[1]
- 1999 - Panamà: el canal passa a mans panamenyes, d'acord amb els Tractats que Jimmy Carter i Omar Torrijos havien signat i que el Senat estatunidenc havia ratificat el 18 d'abril de 1978.
- 2004 - Kíiv (Ucraïna): dimiteix el primer ministre pro rus d'Ucraïna, Viktor Ianukóvitx, després que la repetició de les eleccions el dia 26 hagi donat la victòria a Víktor Iutxenko.
- 2009 - Espanya: la llei 11/2007 obliga a totes les administracions públiques a donar l'opció telemàtica de tots els seus serveis.
- 2015 - Dubai (EAU): Un incendi en el transcurs de les celebracions de cap d'any destrueix bona part de l'edifici The Address Downtown Dubai
- 2019 - L'Organització Mundial de la Salut rep l'avís de casos de pneumònia de causa desconeguda detectats a Wuhan.[2] Va resultar ser el COVID-19, la causa de la pandèmia per COVID-19.[3]

## Naixements
Països Catalans
- 1378 - la Torreta de Canals, la Costera: Alfons de Borja, Papa de l'Església Catòlica de Roma amb el nom de Calixt III de 1455 a 1458. Primer Papa catalanoparlant de la història (m. 1458).
- 1431 - Xàtiva, la Costera: Roderic de Borja, Papa de l'Església Catòlica de Roma amb el nom d'Alexandre VI de 1492 a 1503. Segon Papa catalanoparlant de la història, després del seu oncle Calixt III (m. 1503).
- 1830 - València, l'Horta: Manuel Danvila y Collado, advocat, historiador i polític valencià, ministre de Governació d'Espanya el 1892 durant la regència de Maria Cristina (m. 1906).
- 1835 - Arenys de Mar (Maresme): Fidel Fita i Colomer, arqueòleg, epigrafista, filòleg i historiador jesuïta català
- 1866 - 
  - Barcelona: Enriqueta Compte y Riqué, mestra uruguaianocatalana, fundadora del primer Jardí d'Infants de Sud-amèrica (m. 1949).[4]
  - Castelló de la Plana, Plana Alta: Salvador Guinot Vilar, escriptor i alcalde de Castelló (m. 1944).
- 1871 - Burgos, María Villén, pedagoga, directora de l'Escola Normal de València, renovadora de l'ensenyament republicà.[5]
- 1883 - Neix a Palamós (Girona) el periodista i propagandista anarcosindicalista Eusebi Carbó.
- 1908 - Miravet, Ribera d'Ebre: Roc Llop i Convalia, sindicalista, i escriptor (m. 1997).
- 1917 - Barcelona: Joan Ferràndiz i Castells, pintor i escriptor català; reconegut internacionalment com a autor de Nadales.
- 1917 - Darnius, Alt Empordà: Josep Maria Gironella i Pous, escriptor català en llengua castellana (m. 2003).
- 1926 - Barcelona: Elena Blume i Carreras, gimnasta barcelonina, primera campiona de Catalunya de la història.[6]
- 1927 - Figueres, Alt Empordà: Ramon Boixadós i Malé fou un enginyer industrial i directiu d'empreses.
- 1945 - Barcelona: Regina Sáinz de la Maza Lasoli, destacada historiadora i medievalista catalana (m. 1997).[7]
- 1971 - Barcelona: Iolanda Batallé i Prats, professora, periodista, editora i escriptora catalana, directora de l'Institut Ramon Llull.[8]

Resta del món
- 1491 - Sant-Maloù: Jacques Cartier, navegant i explorador bretó, el primer gran explorador francès de Nord-amèrica (m. 1557).[9]
- 1714: Arima Yoriyuki, matemàtic japonès (m. 1783).
- 1805 - Frankfurt del Main, Hessen: Marie d'Agoult, escriptora francesa (m. 1876).[10]
- 1838- Marçana (França): Emile Loubet, advocat, President de la República Francesa (m. 1929).
- 1860 - Uniontown, Pennsilvània (EUA): George Marshall, militar i polític estatunidenc, Premi Nobel de la Pau de 1953 (m. 1959).
- 1869 - Le Cateau-Cambrésis, França: Henri Matisse, pintor, escultor i dissenyador francès (m. 1954).[11]
- 1881 -
  - Smilde, Països Baixos: Jacob Israël de Haan, escriptor, poeta, jurista i publicista gai.
  - Zwickau, Alemanya: Max Pechstein, pintor expressionista i grafista alemany (m. 1955).[12]
- 1908 - Buczacz, Imperi Austrohongarès, a l'actual Ucraïna: Simon Wiesenthal, conegut caçador de nazis (m. 2005).
- 1918 - Gondar, Etiòpia: Yosef Ben-Jochannan, historiador afrocentrista.
- 1919 - Fes, Marroc: Abdelcarim Gal·lab fou un escriptor marroquí.
- 1925 - Devizes, Anglaterra: Daphne Oram, compositora i intèrpret de música electrònica, pionera de la música concreta (m. 2003).[13]
- 1936 - Kolin, Txecoslovàquia: Eva Randová mezzosoprano txeca.
- 1937 - Karcag (Hongria): Avram Hershko, biòleg israelià d'origen hongarès, Premi Nobel de Química de l'any 2004.
- 1941 - Glasgow, Escòcia: Alexander Chapman Ferguson, jugador i entrenador de futbol escocès.
- 1942 - Poulton-le-Fylde, Anglaterra: Andy Summers, músic i compositor anglès, guitarrista de The Police.[14]
- 1943 - 
  - Roswell (Nou Mèxic), EUA: John Denver, cantant, compositor, músic i actor estatunidenc (m. 1997).[15]
  - Snainton, Regne Unit: Ben Kingsley, actor britànic guanyador d'un Oscar per Gandhi.[16]
- 1948 - Boston, Estats Units: Donna Summer, cantant i compositora musical afroamericana (m. 2012).[17]
- 1954 - Linlithgow, Escòcia: Alex Salmond, polític, economista i historiador escocès, Primer Ministre d'Escòcia entre el 17 de maig de 2007 i el 18 de novembre de 2014.[18]
- 1977 - Seül, Corea del Sud: Psy, cantant coreà.
- 1995 - Newport News, Virgínia: Gabrielle Douglas, gimnasta artística estatunidenca, medalla d'or als JJOO de Londres 2012.[19]

## Necrològiques
Països Catalans
- 1987 - Castelló de la Plana (la Plana Alta): Miquel Peris Segarra, poeta valencià (n. 1917).
- 2004 - Gandia: Joan Climent i Pascual, poeta valencià (n. 1918).
- 2012 - Barcelona: Moisès Broggi i Vallès, metge i pacifista català (n. 1908).
- 2013 - Barcelona: Albina Francitorra i Aleñà, periodista i escriptora (n. 1912).[20]
- 2023 - Barcelona: Colita, fotògrafa catalana (n. 1940).[21]

Resta del món
- 192 - Roma (Imoeri Romà)ː Còmmode, emperador romà.[22]
- 1510 - Innsbruck, Sacre Imperi Romanogermànic: Blanca Maria Sforza, emperadriu consort del Sacre Imperi Romanogermànic (n. 1472).[23]
- 1610 - Leiden (Països Baixos); Ludolph van Ceulen, matemàtic holandès (n. 1540).
- 1853 - Hamburg (Alemanya): Alexis de Chateauneuf, arquitecte i urbanista (n. 1799).
- 1865 - Estocolm, Suècia: Fredrika Bremer, escriptora i activista feminista sueca (n. 1801).[24]
- 1894 - 
  - Schöneberg: Maximiliane von Oriola, salonnière berlinesa del segle xix (n. 1818).[25]
  - Nova York: Susan Fenimore Cooper, escriptora i naturalista estatunidenca (n. 1813).[26]
- 1902 - Berlín (Alemanya): Rudolph Franz, físic (n. 1826).
- 1916 - Seattle: Alice Ball, química nord-americana que va desenvolupar un tractament efectiu contra la lepra (n. 1892).[27]
- 1934 - Mount Dora, Florida: Cornelia Clapp, zoòloga i acadèmica estatunidenca especialitzada en biologia marina (n. 1849).[28]
- 1936 - Salamanca: Miguel de Unamuno, escriptor i filòsof espanyol (n. 1864).
- 1976 - Roma: Judith Westphalen, pintora peruana (n. 1922).[29]
- 1985 – DeKalb, Texas, EUA: Ricky Nelson, cantant Estatunidenc (n. 1940).
- 1989 - Louveciennes: Lilly Daché, modista i barretera nord-americana i francesa (n. 1893).[30]
- 2013 - Glendale, Califòrnia (EUA): James Avery, actor estatunidenc, conegut pel sitcom The Fresh Prince of Bel-Air (n. 1945).[31]
- 2015 - Los Angeles (Califòrnia): Natalie Cole, cantant, compositora, i intèrpret estatunidenca (n. 1950).[32]
- 2022 - Mater Ecclesiae: Benet XVI, 265è papa de l'Església Catòlica Romana (n. 1927).

## Festes i commemoracions
- Festa Local de Ger a la comarca de la Cerdanya.
- Santoral: sants Silvestre I, papa; Coloma de Sens màrtir; Joan Francesc Regis, prevere; Caterina Labouré, verge; Teofilacte d'Ocrida (només a l'Església ortodoxa).
- Darrer dia de l'any: segons Joan Amades és el dia més pervers després del de Sant Joan, en què el Dimoni es manifesta en totes les formes.
- Dia de l'Home dels Nassos
- Nit de cap d'any
- Festa de l'Estendard, en commemoració de l'entrada de les tropes de Jaume el Conqueridor a Palma el 1229, és la festa cívica més antiga d'Europa. malgrat que no té caràcter oficial: la diada oficial és el 12 de setembre.